# Kapitan plovila (Italija)
Kapitan plovila (izvirno italijansko Capitano di vascello) je častniški čin v uporabi pri Italijanski vojni mornarici. V činovni hierarhiji Italijanske kopenske vojske, Italijanskega vojnega letalstva, Korpusa karabinjerov in Finančne straže mu ustreza čin polkovnika. V sklopu Natovega STANAG 2116 spada v razred OF-5.
Nadrejen je činu kapitana fregate in podrejen činu kontraadmirala.

## Oznaka čina
Oznaka čina je dvodelna in sicer:
- narokavna oznaka: en zlati trak in tri zlate črte s pentljo na vrhu in
- naramenska (epoletna) oznaka: en zlati trak in tri zlate črte s pentljo na vrhu.

Galerija
- Narokavna oznaka
- Naramenska (epoletna) oznaka